# Open Doors
Open Doors – chrześcijańska organizacja non-profit wspierająca i monitorująca prześladowanych chrześcijan w 45 krajach, w których są oni w jakiś sposób represjonowani. Jest ona także zaangażowana w dystrybucję Biblii, religijnej literatury i mediów oraz prowadzi szkolenia.
Od lipca 2010 roku jest rozwijany polski oddział Open Doors. W kwietniu 2011 roku została wydana książka brata Andrew „Boży Przemytnik”, która jest międzynarodowym bestsellerem – autobiografią Brata Andrew, w której opowiada między innymi pierwszych przyjazdach do Polski i innych państw komunistycznych w latach 50.
Wizją Open Doors jest umocnienie Kościoła Chrystusa  cierpiącego ucisk, aby mógł żyć wiarą, a także wspieranie go, by mógł głosić Ewangelię pozyskując w ten sposób nowych uczniów Jezusa. Celem działalności Open Doors w krajach wolnych jest stworzenie ruchu modlitewnego, którego członkowie będą w modlitwach wstawienniczych zabiegać o Kościół prześladowany.

## Historia
Organizacja została założona w 1955 roku przez Andrew van der Bijla, znanego jako Brat Andrew, holenderskiego misjonarza chrześcijańskiego, który postanowił przemycać Biblie do PRL. Brat Andrew następnie kontynuował przemyt Biblii i literatury do chrześcijan w ZSRR, rozwożąc jej egzemplarze za pomocą zakupionego w 1957 roku Volkswagena Garbusa.
W 1981 roku milion egzemplarzy tłumaczonej na chiński Biblii zostało przekazanych w wiosce Gazhou w Chinach, misji nadano kryptonim „Project Pearl”.  
W 1988 dzięki reformom Głasnost w ZSRR Open Doors dostarczyło Rosyjskiej Cerkwi milion Biblii o łącznej wartości 2,5 mln dolarów. Akcja była przeprowadzona przy wsparciu United Bible Societies.
Christian Today ogłosiło, że w 2003 roku organizacja przekazała 4 mln egzemplarzy Biblii oraz literatury religijnej dla prześladowanych chrześcijan, a także przeszkoliła 22 tys. duchownych i liderów religijnych. Zaś w 2008 Open Doors USA przekazało 3,9 mln książek, w tym Biblii, głównie dla mieszkańców Centralnej Azji, Wietnamu, Bliskiego Wschodu i Afryki Subsaharyjskiej.
W lipcu 2007 roku organizacja posiadała biura w 27 krajach świata.

## World Watch List (Światowy Indeks Prześladowań)
Open Doors monitoruje także skalę prześladowania chrześcijan. Co roku publikuje Światowy Indeks Prześladowań „World Watch List” przedstawiającą listę państw, w których sytuacja chrześcijan jest najgorsza. Poniżej lista przedstawia 10 państw w których, zdaniem Open Doors, chrześcijanie są najbardziej prześladowani:
- Korea Północna
- Afganistan
- Somalia
- Libia
- Pakistan
- Erytrea
- Jemen
- Iran
- Nigeria
- Indie